# Ritratto di Elisabetta Gonzaga
Il Ritratto di Elisabetta Gonzaga è un dipinto a olio su tavola (52,5x37,3 cm) attribuito a Raffaello Sanzio, databile al 1504-1505 circa e conservato nella Galleria degli Uffizi a Firenze.

## Storia
L'opera doveva essere nelle raccolte ducali di Urbino, portate a Firenze nel 1625 con la dote di Vittoria Della Rovere. È citata sicuramente per la prima volta il 14 agosto 1773, quando da palazzo Pitti venne trasferita al guardaroba granducale. Fin da allora l'attribuzione è stata piuttosto problematica. Nell'inventario del 1784 è riferita alla scuola di Bellini, mentre in quello del 1825 ad Andrea Mantegna, nome che compare per tutto il XIX secolo.
Fu Durand Greville (1905) a riferirlo per primo a Raffaello, mentre Crowe e Cavalcaselle ipotizzarono Francesco Bonsignori, G. Novelli pensò a Giovan Francesco Caroto, Filippini a Cesare Tamaroccio, e Bode a un maestro veronese influenzato da Mantegna. Favorevoli all'attribuzione raffaellesca furono Gronau, Ortolani, Longhi, Volpe, Camesasca, seguiti in tempi più recenti da Meyer zur Capellen (2001). Un altro filone critico lega l'opera a Francesco Francia (Brizio, Salvini), ipotesi che tuttavia non è lontana dall'attribuzione raffaellesca, poiché alcuni studiosi riconoscono nel giovane pittore di Urbino un'influenza del bolognese Francia, mediata indirettamente dal collega della bottega paterna Timoteo Viti, già attivo proprio a Bologna.
Oggi l'opera in galleria è esposta con attribuzione a Raffaello, come il vicino Ritratto di Guidobaldo da Montefeltro, col quale forma un sorta di pendant.
Le fonti antiche ricordano comunque un ritratto eseguito da Raffaello per Elisabetta Gonzaga, donna colta, conoscitrice delle lettere e delle arti che fu sua committente, in particolare lo riferisce Antonio B. Negrini negli Elogi di Castiglione. Sul retro della tavola si legge infatti l'iscrizione "Isabella Mantovana, moglie del duca Guido[baldo]", ma ciò è spiegabile col fatto che la duchessa fosse solita firmarsi Isabetta.
La datazione proposta per il dipinto si basa su dati stilistici e su una valutazione dell'età della duchessa, nata nel 1471, quindi poco più che trentenne. L'opera è molto simile al Ritratto di Emilia Pia da Montefeltro, cortigiana di Elisabetta, oggi al Baltimore Museum of Art.

## Descrizione e stile
Elisabetta Gonzaga, moglie di Guidobaldo I da Montefeltro, è ritratta a metà figura in una posa frontale piuttosto inconsueta e di sapore arcaico, leggermente impacciato.
I capelli sono lasciati sciolti secondo la nuova moda del primo XVI secolo, come si vede anche nel busto di Isabella d'Este scolpito da Gian Cristoforo Romano. Indossa un abito blu di tessuto chiaro con inserti che formano strisce orizzontali e verticali raffinatamente alternate. Lo scollo è quadrato e presenta un bordo chiaro con ricami dorati, con soggetti probabilmente allegorici. Anche lo scorpione-gioiello tenuto sulla fronte è un'"impresa", forse apotropaica, collegabile al monile a forma di "S" ("Scorpio"), che Baldassarre Castiglione nel Cortegiano ricorda nelle proprietà della duchessa.
Una lunga collana, sciolta ai lati e annodata nel passaggio al centro, pende dal collo.
Il paesaggio richiama modelli leonardeschi, soprattutto nello sperone di roccia incombente sulla destra, simile a quello che si vede nella Madonna Terranuova, attribuita pure agli stessi anni.
L'opera è immersa in un astratto staticismo.